# Veeva Systems
Veeva Systems Inc. (NYSE: VEEV) er en amerikansk cloudcomputingvirksomhed. Deres fokus er på medicinalindustri og livsvidenskab. De har hovedkvarter i Pleasanton, Californien og virksomheden blev etableret i 2007 af Peter Gassner og Matt Wallach.